# Santo Antônio de Pádua
Santo Antônio de Pádua – miasto i gmina w Brazylii, w stanie Rio de Janeiro. Znajduje się w mezoregionie Norte Fluminense i mikroregionie Santo Antônio de Pádua.
W mieście ma siedzibę klub piłkarski Paduano EC.